# Surani
Surani è un comune della Romania di 1 850 abitanti, ubicato nel distretto di Prahova, nella regione storica della Muntenia. 
Il comune è formato dall'unione di 2 villaggi: Păcuri e Surani.